# Mãe do ouro
Mãe do ouro (Madre del oro) es el nombre de un personaje mitológico que es descrito como un espectro con la apariencia de una bola de fuego, cuya presencia mostraría la ubicación de las minas de oro. 
Existe igualmente una variación del mito que dice que esta bola en ocasiones se convierte en una hermosa mujer rubia, cuyo cabello refleja la luz de la Sol y tiene un vestido blanco de seda[cita requerida] que vuela por el aire.

## Origen de la mãe do ouro
Según la leyenda, la mujer ayudó a que un minero encuentre oro, ya que por sí mismo no podía encontrarlo. Sólo que la Mãe do ouro puso una condición: Que no debe revelar a nadie la ubicación de la mina.